# Апсе, Мартын Янович
Мартын (Мартин) Янович Апсе (латыш. Mārtiņš Apse) (1893 — 1942) — член Военного совета Закавказского военного округа, корпусной комиссар (1935). Также член Центральной контрольной комиссии ВКП(б).

## Биография
Родился в латышской семье служащих. Окончив начальную школу, стал работать. С 1912 член РСДРП(б). В 1915 был арестован, судим и выслан в Иркутскую губернию. Из ссылки освобождён в 1917 и в мае того же года уехал в Петроград, где стал работать сапожником. Одновременно вёл работу в профсоюзе кожевников. В июне 1918 по решению партийных органов был направлен в Уральскую область на должность заведующего политическим просветительским отделом Коллегии помощи военнопленным и беженцам.
В Красной Армии с 1919 по партийной мобилизации. В годы Гражданской войны занимал ряд военно-политических должностей, в том числе комиссара полка в 47-й и 58-й стрелковых дивизиях. После Гражданской войны на политической работе в частях Красной армии, до 1925 исполнял обязанности военкома 19-й стрелковой бригады, помощника начальника политического отдела 7-й стрелковой дивизии, военкома 21-го стрелкового полка. После окончания в октябре 1925 Курсов усовершенствования высшего политического состава был назначен заместителем начальника политического отдела 1-й Туркестанской стрелковой дивизии. С октября 1926 по 1928 помощник командира 2-й стрелковой дивизии САВО. С октября 1928 помощник командира по политической части и начальник политического отдела 20-й стрелковой дивизии.
С сентября 1930 военком и начальник политического отдела 1-й авиабригады. В ноябре 1931 назначен помощником командира 1-го стрелкового корпуса по политической части. 
С 13 июля 1930 по 26 января 1934 являлся членом Центральной контрольной комиссии ВКП(б).
26 января—10 февраля 1934 года делегат XVII съезда ВКП(б).
С начала 1935 до августа 1937 помощник командира 19-го стрелкового корпуса ЛВО по политической части. Затем член Военного совета Закавказского военного округа, однако уже с декабря 1937 в распоряжении Управления по командно-начальствующему составу РККА.
Арестован 20 декабря 1937. Военной коллегией Верховного суда СССР 3 сентября 1939 по обвинению в участии в военном заговоре приговорён к 25 годам заключения в исправительно-трудовом лагере с последующим поражением в правах на 5 лет. Умер в лагере 11 января 1942. Определением Военной коллегии от 27 октября 1956 посмертно реабилитирован.

## Награды
- 1928 — Oрден Трудового Красного Знамени Узбекской ССР[4].